# Hierarquia racial
Uma hierarquia racial é um sistema de estratificação baseado na crença de que alguns grupos étnicos são superiores a outros. Em vários pontos da história, as hierarquias raciais apareceram nas sociedades, frequentemente formalmente instituídas em leis, tais como as Leis de Nuremberg, na Alemanha Nazista. Muitos grupos ainda apoiam a ideia de hierarquia racial, incluindo supremacistas brancos e negros. Geralmente, aqueles que apoiam hierarquias raciais acreditam que são de uma raça "superior" e baseiam sua suposta superioridade em argumentos pseudo-biológicos, culturais ou religiosos. Entretanto, sistemas de hierarquias raciais também têm sido amplamente rejeitados e desafiados, e muitos, como o Apartheid, foram abolidos. A abolição desses sistemas não encerrou o debate a respeito de hierarquias raciais e racismo. Movimentos como o Black Lives Matter recentemente têm chamado atenção a questões relacionadas à hierarquia racial.